# Episodi di Un caso per due (quarta stagione)
La quarta stagione della serie televisiva tedesca Un caso per due, composta da 10 episodi, è andata in onda in Germania sul canale ZDF dal 24 gennaio 1984 al 21 novembre 1984.
In Italia la serie è andata in onda su Rai 2 dal 29 giugno 1986 al 28 luglio 1986.
| nº | Titolo originale        | Titolo italiano              | Prima TV Germania | Prima TV Italia |
| -- | ----------------------- | ---------------------------- | ----------------- | --------------- |
| 1  | Totes Kapital           | Capitale morto               | 24 gennaio 1984   | 29 giugno 1986  |
| 2  | Auf eigene Gefahr       | A proprio rischio e pericolo | 16 marzo 1984     | 19 luglio 1986  |
| 3  | Elf Jahre danach        | Undici anni dopo             | 18 maggio 1984    | 18 luglio 1986  |
| 4  | Chemie eines Mordes     | Investimento mortale         | 22 giugno 1984    | 26 luglio 1986  |
| 5  | Die verlorene Nacht     | Stato d'amnesia              | 24 agosto 1984    | 20 luglio 1986  |
| 6  | Zuckerbrot und Peitsche | Bilancio sospetto            | 28 settembre 1984 | 17 luglio 1986  |
| 7  | Morgengrauen            | Delitto scoperto all'alba    | 16 novembre 1984  | 14 luglio 1986  |
| 8  | Morgengrauen            | Delitto scoperto all'alba    | 18 novembre 1984  | 15 luglio 1986  |
| 9  | Morgengrauen            | Delitto scoperto all'alba    | 20 novembre 1984  | 16 luglio 1986  |
| 10 | Immer Ärger mit Ado     | Guai in vista                | 21 novembre 1984  | 28 luglio 1986  |

## Capitale morto
- Titolo originale: Totes Kapital
- Diretto da: Michael Meyer
- Scritto da: Hans-G. Michel
- Interpreti: Günter Strack: Dr. Dieter Renz, Claus Theo Gärtner: Hermann Josef Matula, Loni von Friedl: Doris Zenker, Karl Michael Vogler: Klaus Altmann, Bruno Dallansky: Willy Kunze, Ruth Kähler: Elli Kunze, Hans-Jürgen Schatz: Bankangestellter Köhler, Helga Schoon: Schriftsachverständige Groß

### Trama
Il falegname Willy Kunze fa le ferie per il suo 50° compleanno. Il suo compare gli fa un macabro scherzo, pubblicando il suo annuncio mortuario su un quotidiano.

## A proprio rischio e pericolo
- Titolo originale: Auf eigene Gefahr
- Diretto da: Michael Mackenroth
- Scritto da: Peter Hemmer
- Interpreti: Günter Strack: Dr. Dieter Renz, Claus Theo Gärtner: Hermann Josef Matula, Gila von Weitershausen: Gerti Breuer, Hartmut Solinger: Lothar Breuer, Ute Christensen: Antje Otten, Mathias Eysen: Kommissar Lenneweit, Ulrich Beiger: Harald Degenhardt, Ludwig Thiesen: Hausmeister

### Trama
Josef Matula fa visita alla sua precedente fidanzata Breuer. Questi ha una famiglia di quattro persone e sospetta che il marito menta. Come indizio mostra a Matula il conto di un hotel a Francoforte per l'affitto di una stanza la notte precedente, mentre era aspettato ad Hannover.

## Undici anni dopo
- Titolo originale: Elf Jahre danach
- Diretto da: Michael Meyer
- Scritto da: Karl Heinz Willschrei
- Interpreti: Günter Strack: Dr. Dieter Renz, Claus Theo Gärtner: Hermann Josef Matula, Ursula Heyer: Frauke Kuiper,  Judith Brandt: Ann Kuiper, Michael Roll: Michael Maschede, Rolf Becker: Udo Lemke, Bernhard Wicki: Professor Kaiser, Horst Naumann: Bernd Kuiper, Stephan Orlac: Helmut Kuiper, Ellen Frank: Sofie Kuiper

### Trama
La sig.ra Kuiper contatta l'avv. Renz, il suo secondo marito Helmut Kuiper fu undici anni prima ucciso dal suo primo marito Udo Lemke. La figlia di sette anni fu la principale testimone nel processo. Lemke verrà rilasciato entro pochi giorni dalla prigione.

## Investimento mortale
- Titolo originale: Chemie eines Mordes
- Diretto da: Eugen York
- Scritto da: Karl Heinz Willschrei
- Interpreti: Günter Strack: Dr. Dieter Renz, Claus Theo Gärtner: Hermann Josef Matula, Hansjörg Felmy: Dr. Alexander Markus, Hans Clarin: Dr. Klaus Danzer, Heidi Brühl: Ilona Faber, Reiner Schöne: Alexander Birk, Franz Kutschera: Dr. Markus sen., Georg Lehn: Herr Kleinschmidt, Celi Barbier: Joana Markus, Peter Doering: Kommissar Hase, Christiane Lemm: Frau Danzer

### Trama
Da un bordello la prostituta Ilona Faber osserva un investimento compiuto da un'auto, della quale nota la targa. La polizia cerca l'auto e trovano che appartiene al dr. Alexander Markus che, sospettato, si difende dicendo che l'auto è sempre stata in garage.

## Stato d'amnesia
- Titolo originale: Die verlorene Nacht
- Diretto da: Kaspar Heidelbach
- Scritto da: Karl Heinz Willschrei
- Interpreti: Günter Strack: Dr. Dieter Renz, Claus Theo Gärtner: Hermann Josef Matula, Christoph M. Ohrt: Uli Grass,  Maja Maranow: Elke Kirsch, Hans-Helmut Dickow: Heinrich Deubel, Max Wigger: Wilhelm „Willi“ Deubel,  Alexander Hegarth: Professor Korte, Jürgen Schmidt: Kommissar Roland

### Trama
Un giovane uomo con amnesia cerca aiuto a Matula. Ai piedi del letto al suo risveglio ha trovato un uomo cadavere. Il dr. Renz riceve Matula, e assieme vanno da un neurologo per aiutare l'uomo con amnesia.

## Bilancio sospetto
- Titolo originale: Zuckerbrot und Peitsche
- Diretto da: Bernd Fischerauer
- Scritto da: Karl Heinz Willschrei
- Interpreti: Günter Strack: Dr. Dieter Renz, Claus Theo Gärtner: Hermann Josef Matula, Kathrin Ackermann: Frau Hufschmid, Towje Kleiner: Herr Bertram, Siegfried Kernen: Herr Kiesler, Otto Stern, Horst Krebs, Ulrich von Dobschütz, Michael Hanemann, Carlheinz Heitmann, Renate Kohn, Jeanette Becker, Herbert Fritsch

### Trama
Herr Bertram impaurito telefona di notte all'avvocato Renz, dicendo di essere vittima di attentati. Da poco ha un'indagine fiscale nella società di spedizioni Hufschmid, che fa import export di frutta e verdura, e sospetta che la cosa abbia una connessione.

## Delitto scoperto all'alba
- Titolo originale: Morgengrauen
- Diretto da: Michael Mackenroth
- Scritto da: Karl Heinz Willschrei
- Interpreti: Günter Strack: Dr. Dieter Renz, Claus Theo Gärtner: Hermann Josef Matula, Heidelinde Weis: Helga Winzer,  Armin Mueller-Stahl: Dr. Winzer, Désirée Nosbusch: Nathalie Winzer, Jürgen Schmidt: Hauptkommissar Urban, Edwin Noël: Staatsanwalt Ahrendt, Herbert Stass: Siegfried Kirsch, Bernd Fischerauer: Häftling, Wolf-Dietrich Berg: Ottokar Peters, Yolande Gilot: Claudine, Pierre Londiche: François Leblanc, Hans Beerhenke: Otto Sommer, Thekla Carola Wied: Richterin

### Trama
Josef Matula si sveglia con dolore alla testa nel salone della villa del matematico dr. Winzer, esperto di armamenti, lontano in quel momento in Francia nella sua casa al mare. La moglie Helga Winzer, andata qualche giorno prima in Svizzera, aveva assunto Matula quattro giorni prima come custode, e come guardia del corpo della famiglia.

## Guai in vista
- Titolo originale: Immer Ärger mit Ado
- Diretto da: Ilse Hofman
- Scritto da: Karl Heinz Willschrei
- Interpreti: Günter Strack: Dr. Dieter Renz, Claus Theo Gärtner: Hermann Josef Matula, Wolfgang Reichmann: Ado Tschibulla, Heiner Lauterbach: Bauleiter Kluge, Hansjoachim Krietsch: Polier, Ben Hecker: Arbeiter Berger, Renate Kohn: Sekretärin Helga

### Trama
Il piccolo criminale Ado Tschibulla cerca il dr. Renz, per una programmata udienza in tribunale. Renz consiglia l'aiuto di Josef Matula, che dovrà lavorare assieme all'uomo sotto copertura come manovale edile.